# Фемінізм в Руанді

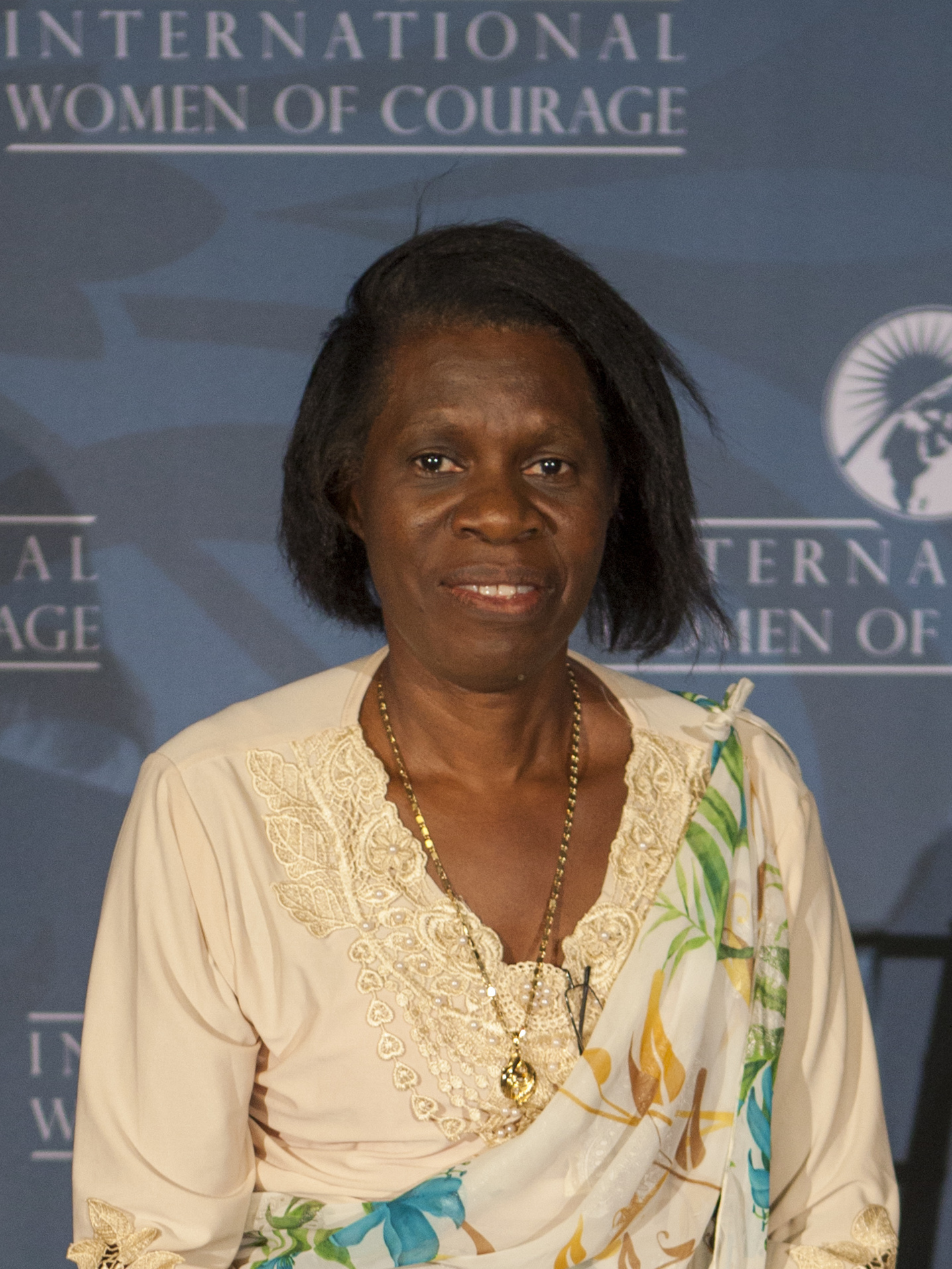
Годелів Мукасарасі, ініціаторка карності воєнних згвалтувань у Руанді

У 2018 році африканська країна Руанда посіла місце в топ-5 країн за показником гендерної рівності. Ідея рівності, що процвітає в країні, зародилася після геноциду проти тутсі 1994 року, одного з найяскравіших прикладів воєнного сексуального насильства. Уряд прагне забезпечити рівні права жінкам та чоловікам, оминаючи упередження та опираючись на принципи гендерної рівності, про що зазначено в конституції.

## Роль жіночих організацій
Жіночі організації відігравали важливу роль у перебудові та переосмисленні Руанди після геноциду. Чотири фактори дозволили жіночим організаціям в Руанді відродитися:
1. Жіночі організації зібралися в Кігалі одразу після геноциду та намагалися перебудуватися під парасольковою організацією Pro-Femmes Twese Hamwe (Усі жінки разом), заснованою в 1992 році. Представниці цієї організації закликали біженок з Руанди, що перебували у сусідніх країнах, повертатися на батьківщину; сприяли участі жінок у прийнятті рішень на національному та локальному рівнях; фокусувалися на пошуку діяльності, яка приносила б дохід; сприяли миру та допомогли жінкам з різних етнічних груп ефективно співпрацювати.
2. Жіночі організації протягом багатьох років традиційно були досить резонуючими. На початку постколоніального періоду у кожній префектурі Руанди існували соціальні центри для жінок. Вони переважно фокусувалися на потребах жінок у селі, але також допомагали посісти керівні посади освіченим молодим жінкам, які належали до персоналу цих соціальних центрів.
3. Міжнародна підтримка після геноциду допомогла зібрати достатньо фінансів для ефективного функціонування жіночих організацій. Окрім Pro-Femmes Twese Hamwe, значну фінансову підтримку отримала Association of Genocide Widows Agahozo (Асоціація вдів геноциду), заснована у 1995 році з метою інтегрувати вдів у суспільство, та Rwanda Women Network (Мережа жінок Руанди), яка пропонує медичну допомогу жінкам на локальному рівні.
4. Уряд після геноциду очолював Поль Кагаме, який наголошував на тому, що у відбудові нації важливу роль грають саме жінки.

Дослідники та дослідниці зазначають, що на локальному рівні серед жінок існує деяке напруження між локальним розумінням ґендеру та глобальними гендерними стереотипами, адже поняття «гендер» в Руанді сприймається як іноземний, чужий термін.

## Рівність в уряді
Уряд Руанди має мінімум 30% квоту для жінок в парламентських посадах. 2003 року 46 з 80 парламентарів були жінками. 2019 року серед них була вже 61 жінка. У Руанді працює Міністерство гендерної та сімейної політики, яке має на меті зберігати та підтримувати благополуччя сімей та мирне співіснування їх членів, захищати права дітей та убезпечувати їх від домашнього насильства. До завдань, поставлених міністерством, належать:
- гарантування безпечного середовища для усіх членів сім'ї;
- розширення можливостей жінок і дівчат;
- боротьба з дискримінацією та за рівність статей;
- створення та імплементування позитивної маскулінності на заміну токсичній;
- викорінення гендерно зумовленого насильства;
- підкріплення єдності сім'ї та позитивного виховання[8].

Уряд також підтримує програми неприбуткових організацій, спрямовані на допомогу жінкам у досягненні економічної незалежності, зокрема "Women for Women International". Серед важливих законодавчих змін на шляху рівності було надання жінкам права успадковувати землю та користуватися спільними активами подружжя.
Окрім Міністерства сімейної та гендерної політики в Руанді також існує Офіс моніторингу гендерних питань (Gender Monitoring Office), Форум парламентарок (Forum for Women Parliamentarians) та Національна жіноча рада (National Women's Council).

## Зґвалтування під час геноциду в Руанді
Зґвалтування під час геноциду в Руанді виступило класичним інструментом воєнного сексуального насильства, за допомогою якого чоловіки-хуту одночасно карали жінок та атакували етнічну меншину. Ці акти насильства заохочували лідери перевороту як засіб ведення війни. У медіа розповсюджувалася пропаганда щодо жінок-тутсі, яких висвітлювали як сексуально одержимих і таких, що руйнують країну своїм звабленням. Міністр у справах сімейного благополуччя та просування жінок, Полін Нійрамасухуко, підбадьорювала чоловіків-хуту, роздаючи їм контрацепцію і відверто закликаючки радикальних хуту ґвалтувати жінок-тутсі перед тим, як убивати їх.
За даними ООН, близько 100-250 тисяч жінок стали жертвами геноцидних зґвалтувань в Руанді. Цифри можуть бути заниженими у порівнянні з реальною ситуацією, оскільки в Руанді, як і в решті країн світу, значна стигматизація людей, що пережили сексуальне насильство, тому інколи вказують, що кількість зґвалтованих під час геноциду жінок складає 500 тисяч. Коли Руанда почала виносити вироки злочинцям геноциду, зґвалтування відносили до злочину четвертої категорії, яка за тяжкістю схожа з викраденням майна.
Соціальна робітниця Годелів Мукасарасі звернула увагу на цю несправедливість і зібрала жінок, що пережили зґвалтування під час геноциду, засвідчити свої історії у парламенті. Завдяки шквалу свідчень потерпілих жінок парламентарі усвідомили тяжкість зґвалтування під час війни та геноциду та віднесли цей злочин до злочинів першої категорії. Це законне підтвердження зґвалтування як зброї у геноциді було сильним поштовхом у напрямку ґендерної рівності в Руанді.
Годелів Мукасарасі також створила групу підтримки SEVOTA з метою допомогти вдовам і сиротам, що пережили геноцид, а також жінкам і дітям, які постраждали від зґвалтування під час геноциду, опрацювати отриману травму. Її програма включає роботу в малих групах, щоб допомогти жінкам і дітям ділитися власним досвідом і позбутися стигми навколо сексуального насильства. Програма також допомагає соціалізуватися дітям, народженим внаслідок зґвалтувань. SEVOTA надає жінкам Руанди засоби, з якими вони можуть говорити про сексуальне насильство, таким чином позбавляючи соціального осуду цієї теми. SEVOTA також тісно співпрацює з Міністерством гендерної та сімейної політики Руанди.

## Резолюція ООН 1325 в Руанді
У 2000 році Рада безпеки ООН випустила Резолюцію 1325 "Жінки. Мир. Безпека" з метою підтвердити свої наміри у досягненні гендерної рівності на міжнародному рівні. Документ був розроблений після геноциду в Руанді і фокусується на тому, яку роль у конфлікті відігравало гендерне насильство. У Резолюції чітко вказано, як така всеохоплююча форма насилля як геноцид непропорційно шкодить жінкам і дітям. Також у тексті наголошується на важливості ролі жінки у запобіганні та врегулюванні конфліктів і підтримці та закріпленні миру й безпеки. Резолюція описує, що і як необхідно зробити для розширення повноважень жінок, надання жінкам захисту від гендерного насильства та покарання відповідальних за геноцид, злочини проти людства і воєнні злочини, включно з тими, що здійснювалися проти жінок.
Більшість країн швидко розпочали виконувати Резолюцію 1325, створюючи унікальні плани та програми боротьби з гендерно зумовленим насильством. Руанда також імплементувала Резолюцію 1325 у 2010 році з метою покінчити з домашнім насильством. Основними темами, піднятими на пленарному засіданні 2010 року, були:
- роль лідерства у трансформуванні суспільства;
- загальний порядок денний з питань жінок, миру, безпеки та розвитку;
- рекомендації щодо пришвидшення змін на шляху досягнення гендерної рівності та просування жінок.

Національний план дій, який імплементував Резолюцію 1325, фокусується на запобіганні, захисті, участі та просуванні гендерних проблем – останнє є особливим для Руанди та включає активність жіночих організацій. Діяльність НПД Руанди спрямована на привернення уваги до високої частоти насильства проти жінок. У НПД жіночі організації переважно сприймаються як ті, що відіграють роль у побудові миру та забезпеченні співіснування різних груп жінок і чоловіків, тому їм не виділяється достатньо ресурсів на втілення плану. Однак, НПД наголошує на важливості розширення економічних прав і можливостей жінок на локальному рівні. Але ефективність НПД дуже важко відслідкувати через недостатнє чи взагалі відсутнє ведення документації.
Деякі дослідники зазначають, що покладатися на документ ООН задля просування гендерної рівності було невдалою ідеєю, адже в суспільстві Руанди ООН сприймається як організація, що не втрутилася у геноцид. Однак, жінки з ООН проявили значну підтримку гендерних програм у Руанді.

## Освіта дівчат та жінок
Руанда після геноциду почала активно займатися покращенням освіти дівчат. 2004 року при Міністерстві освіти Руанди було створено Спеціалізовану групу для дівчат (The Girls’ Education Task Force) з метою сприяння освіті юнок. Були створені програми, які допомагають надати освіту жінкам, які до цього за певних причин не ходили до школи, та отримати освіту, у якій ним за якоїсь причини відмовили. Але ці програми з рівності в освіті створені не лише для дівчат. Були створені програми, які дозволяють обговорювати жіночу освіту як дівчатам, так і хлопцям. Інститут Ейкая (The Aikiah Institute [Архівовано 13 червня 2020 у Wayback Machine.]) – перший коледж Руанди, в якому навчаються лише дівчата, та який підтримує гендерну рівність за допомогою «підготовки студентів бути майбутнім нації».

## Охорона здоров'я
Руанда здійснила багато змін, щоб сприяти рівності для всіх, особливо у сфері охорони здоров'я. Малярія, ВІЛ/СНІД та холера колись були дуже поширеними у Руанді. Попри це, після геноциду Руанда почала серйозно працювати над покращенням ситуації з цими хворобами. Уряд Руанди співпрацює з міжнародним експертом у сфері охорони здоров'я Полом Фармером. З його допомогою уряду вдалося повністю рестандартизувати систему охорони здоров'я. Покращення здоров'я жінок здійснюється за лідерства міністерки охорони здоров'я Руанди Агнес Бінагвахо, яка наполягала на гендерній рівності у сфері охорони здоров'я та відстоювала права дівчат отримувати вакцини проти вірусу папіломи людини (захист від раку шийки матки). Окрім того, в Руанді регулярно створюються групи з обговорення репродуктивного здоров'я та контрацепції, щоб навчити дівчат у коледжі основам сексуального здоров'я.

## Боротьба з гендерним насильством
Хоча Руанда криміналізовала зґвалтування у шлюбі ще в 2009 році, ще є багато роботи, яку необхідно виконати для позбавлення від насильства проти жінок. 2015 року 21 % жінок у Руанді постраждали від фізичного та / чи сексуального насильства інтимного партнера за останні 12 місяців. Ця статистика все ще є значним покращенням з часів, коли величезну кількість жінок зґвалтували під час геноциду. Задля боротьби з домашнім та гендерним насильством були створені організації на кшталт Мережі жінок Руанди.
Дослідження, проведене BioMed Central, аналізує рівень насильства в інтимних стосунках після геноциду в Руанді, зокрема в 2005 та 2010 році. У цьому контексті насильство інтимного партнера інтерпретується як фізичне, психологічне та сексуальне насильство у партнерських стосунках. За даними BioMed Central, 34 % жінок Руанди стверджували, що були у партнерських стосунках і пережили насильство в інтимних стосунках у 2005 році. Це число підскочило до 56 % у 2010 році. Це збільшення може бути пояснено зменшенням стигми щодо насильства з боку інтимного партнера в Руанді. Жінки почали почуватись комфортніше, ділячись своїм досвідом. Крім того, після геноциду в 2003 р. різко зросло число політичних лідерок, що кинули виклик суворим гендерним ролям по всій країні. BioMed Central також встановив, що частота насильства з боку інтимного партнера могла би збільшитися через видиму кількість сильних жінок у суспільстві Руанди. Обидві ці теорії вказують на зсув суспільних норм щодо гендерного насильства.
Дослідження, проведене за допомоги Університету Руанди (Кігалі), Університету Умео (Швеція) та Університету Гетеборг (Швеція), акцентувалося на стигмі насильства з боку інтимного партнера по всій Руанді. Дані показують, що, хоча Руанда займала активну позицію проти насильства в інтимних стосунках, суспільні стандарти для жінок все ще відповідали традиційним гендерним ролям. Ці стандарти впливали на те, як жінки використовували ресурси після того, як переживали насильство. Це дослідження також доводить, що для повного усунення насильства проти жінок зміни повинні відбуватися як від суспільства Руанди, так і від впровадженої політики.

## Розрив в оплаті праці
Жінки Руанди також активно працюють над зменшенням гендерного розриву в оплаті праці. 2018 року жінки Руанди заробляли 88 центів на кожен долар, який платили чоловікам, що ставить Руанду на 25-те місце економічної рівності за статтю.